# Kim Thế Giai
Kim Thế Giai (sinh ngày 10 tháng 11 năm 1986) là nam diễn viên Trung Quốc được biết đến với vai diễn Lục Triển Bác trong phim Chung cư tình yêu (2009, 2011, 2012, 2014) và Hạ Lan Quân trong Chế tạo Mỹ nhân (2014). Trước đó, Kim Thế Giai từng là vận động viên bơi lội đạt Huy chương Bạc hạng Bơi Tự do 100m Nam tại Giải Vô địch Trẻ Toàn quốc năm 2003. Năm 2014, anh gia nhập công ty quản lý của biên kịch Vu Chính.

## Danh sách tác phẩm

### Điện ảnh
| Năm  | Tên Phim              | Tên tiếng Trung      | Vai               |
| 2015 | Nhất Cá Chước Tử      | 一个勺子             | Chước Tử          |
| 2015 | Đi qua tháng năm      | 陪安东尼度过漫长岁月 | Phương Kiệt       |
| 2015 | Phanh Nhiên Tinh Động | 怦然星动             | Paparazi          |
| 2016 | Captain America 3     |                      | Kí giả Trung Quốc |
| 2016 | Ma Luân               | 魔輪                 | Vu Tiểu Xuyên     |
| 2016 | Hóa ra anh vẫn ở đây  |                      | Chu Tử Dực        |
| 2017 | Tình yêu của Cật Cật  | 吃吃的爱             | Khấu Tử           |
| 2018 | Căn phòng khoá kín    |                      | Mộc Hạ            |
| 2020 | Tuổi hai mươi         |                      | Chu Tầm           |
| 2022 | Lạp Tội Đồ Giám       |                      | Đỗ Thành          |

### Truyền hình
| Năm  | Tiêu đề                                         | Tiêu đề gốc    | Vai diễn         | Bạn diễn        | Số tập | Ghi chú     |
| ---- | ----------------------------------------------- | -------------- | ---------------- | --------------- | ------ | ----------- |
| 2009 | iPartment - Ái Tình Công Ngụ                    | 爱情公寓       | Lục Triển Bác    |                 |        |             |
| 2011 | Come on! Prince of Tennis - Hoàng tử Quần vợt   | 加油！网球王子 | Hắc Vũ           |                 |        |             |
| 2011 | iPartment 2 - Ái Tình Công Ngụ 2                | 爱情公寓2      | Lục Triển Bác    |                 |        |             |
| 2012 | iPartment 3 - Ái Tình Công Ngụ 3                | 爱情公寓3      | Lục Triển Bác    |                 |        |             |
| 2013 | Miss Amazing Season 2 - Cực Phẩm Nữ Sĩ Season 2 | 极品女士第二季 | (cameo)          |                 |        |             |
| 2014 | iPartment 4 - Ái Tình Công Ngụ 4                | 爱情公寓4      | Lục Triển Bác    |                 |        |             |
| 2014 | Heroes of the War - Anh hùng Hỏa tuyến          | 火线英雄       | Trương Chí Cương |                 |        |             |
| 2014 | Cosmetology High - Chế tạo Mỹ nhân              | 美人制造       | Hạ Lan Quân      |                 |        |             |
| 2015 | My Amazing Bride - Cực Phẩm Tân Nương           | 极品新娘       | Thẩm Bá Nam      |                 |        | [ 1 ] [ 2 ] |
| 2015 | Hero Dog - Thần Khuyển Tiểu Thất                | 神犬小七       | Ngải Lượng       | Quách Bính Đình | 40     |             |